# Microscópio de Verdades
O Microscópio de Verdades, ou, Oculo Singular foi um periódico publicado em Londres, na Inglaterra, integrante da corrente jornalística conhecida como os jornais de Londres.
Redigido por Francisco de Alpoim e Menezes, circulou de forma irregular de 1814 a 1815.